# Морозовка (Сумская область)
Морозовка (укр. Морозівка, до 2016 г. — Петровка) — село,
Каменский сельский совет,
Кролевецкий район,
Сумская область,
Украина.
Код КОАТУУ — 5922684403. Население по переписи 2001 года составляло 109 человек .

## Географическое положение
Село Морозовка находится на берегу реки Локня, которая через 4 км впадает в реку Сейм,
выше по течению на расстоянии в 1,5 км расположено село Зарудье.
В 1,5 км расположено село Камень.
Через село проходит автомобильная дорога Т-1911.

## История

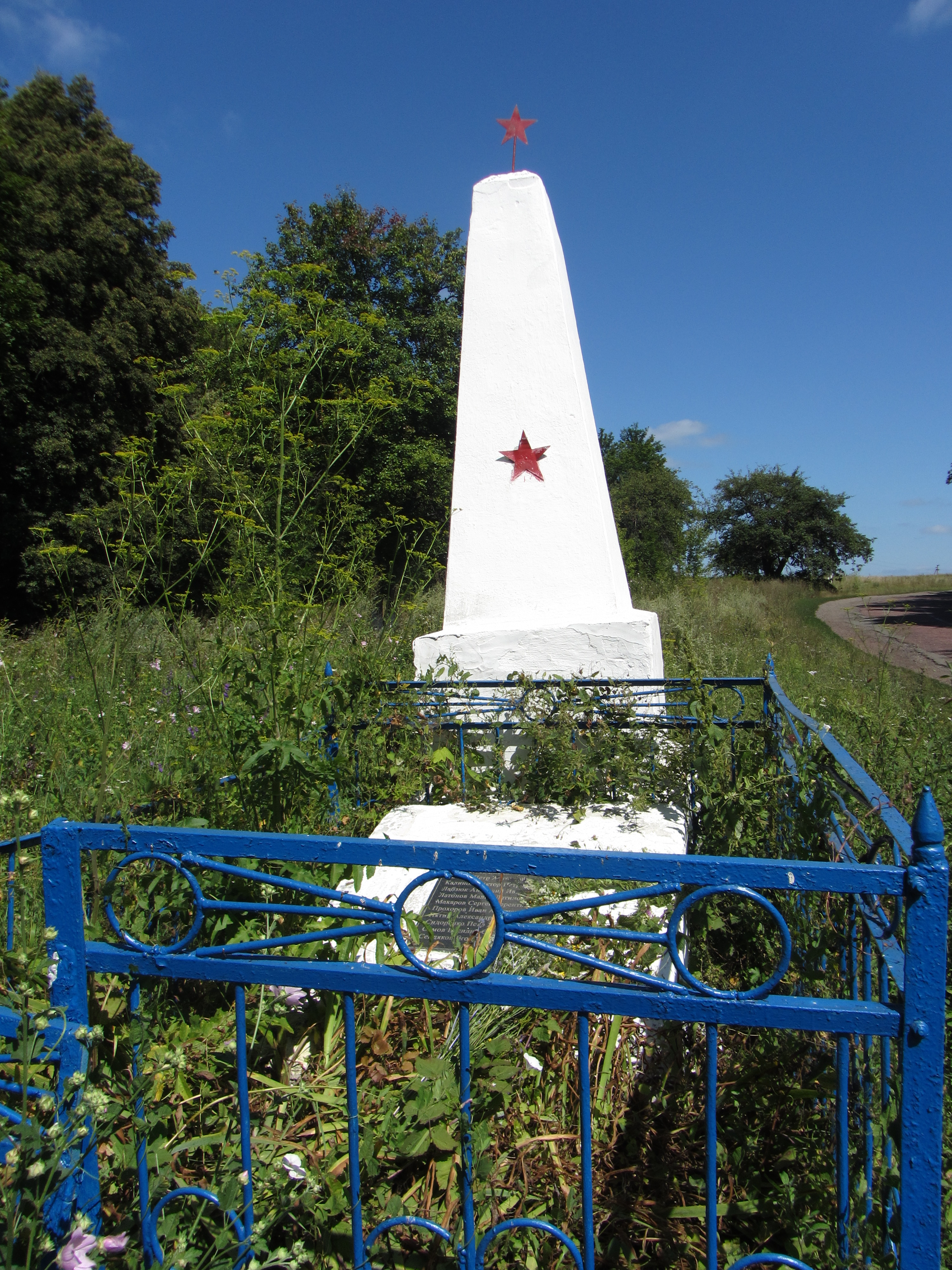
Братская могила советских воинов возле села

- Поблизости села Петровка обнаружены поселения бронзового и раннего железного века.

## Экономика
- Овце-товарная ферма.